# Rivière Chicobi
Pour les articles homonymes, voir Chicobi.
La rivière Chicobi est un affluent du lac Chicobi, et passe par les municipalités de Launay, de Berry, dans le territoire non organisé du Lac-Chicobi, dans la municipalité régionale de comté (MRC) de Abitibi, dans la région administrative de l'Abitibi-Témiscamingue, au Québec, et au Canada.
L'économie du secteur tourne principalement autour de la foresterie et du récréotourisme . La surface de la rivière est habituellement gelée de la début décembre à la fin d'avril, toutefois la circulation sécuritaire sur la glace se fait généralement de la mi-décembre à la fin mars.
Cette zone est surtout accessible par la route du 6e au 10e Rang (sens nord-sud), par le chemin des 4e et 5e rang (sens est-ouest) et le chemin des 6e et 7e rangs.

## Géographie

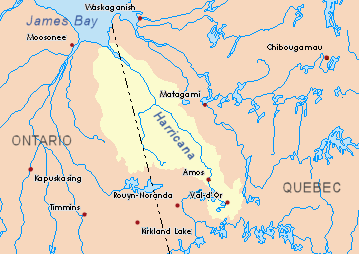
Bassin versant de la rivière Harricana.

La rivière Chicobi prend sa source à la décharge du lac Doyon (longueur : 0,8 km ; largeur maximale : 0,5 km ; altitude : 319 m) situé en milieu forestier à 5,0 km au nord du centre du village de Launay.
Les principaux bassins versants voisins de la rivière Chicobi sont :
- Côté nord : rivière Octave ;
- Côté est : lac Obalski, rivière Davy, rivière Berry, rivière Harricana ;
- Côté sud : rivière Villemontel ;
- Côté ouest : rivière Authier, lac Macamic, Petite rivière Bellefeuille, rivière Loïs.

À partir de l'embouchure du lac Doyon, la rivière Chicobi coule sur 45 km :
- 1,8 km vers le nord dans la municipalité de Launay en formant une boucle vers l'est, jusqu'à la décharge du lac au Sable (venant de l'ouest) ;
- 3,3 km vers le nord-est en coupant la route du 6e au 10e rang (sens nord-sud), jusqu'à un ruisseau (venant du sud) ;
- 2,0 km vers le nord, jusqu'à la limite du territoire non organisé de Lac-Chicobi ;
- 3,4 km vers le nord, puis vers le sud-est, dans Lac-Chicobi, jusqu'à un ruisseau (venant du sud) ;
- 7,1 km vers le nord-est en formant de nombreux petits serpentins, jusqu'au ruisseau Guyenne (venant de l'ouest). Note : la confluence de ce ruisseau et de la rivière Chicobi correspond la limite Ouest de la municipalité de Berry ;
- 6,5 km vers le nord dans Berry en formant une boucle vers le sud-est afin de recueillir un ruisseau (venant du sud) et revenir à la limite du territoire non organisé de Lac-Chicobi ;
- 1,1 km vers le nord en chevauchant la limite intermunicipale entre Berry et Lac-Chicobi ;
- 10,1 km vers le nord-est dans le 8e rang, jusqu'à l'embouchure de la rivière[2].

La rivière Chicobi se déverse sur la rive sud-est du lac Chicobi que le courant traverse sur 6,8 km vers le nord en contournant une presqu'île s'avançant vers l'ouest. Ce lac est aussi traversé par le courant de la rivière Authier (venant de l'ouest). Ce lac comporte deux parties séparées par une presqu'île s'avançant vers l'est sur 4,1 km et un détroit d'une largeur de 0,5 km. Ce lac chevauche les cantons de Ligneris (partie nord du lac) et de Guyenne (partie sud du lac).
À partir de l'embouchure du lac Chicobi (située au nord-est), le courant emprunte la rivière Octave vers le nord-est pour aller se déverser sur la rive ouest de la rivière Harricana laquelle coule vers le nord-ouest, en traversant en Ontario pour se déverser sur la rive sud de la Baie James.
Cette confluence de la rivière Chicobi avec le lac Chicobi est située, à :
- 4,9 km au sud-est de l'embouchure du lac Chicobi, soit la tête de la rivière Octave ;
- 41,1 km au sud-est de l'embouchure de la rivière Octave (confluence avec la rivière Harricana) ;
- 39,3 km au nord-ouest du centre-ville de Amos ;
- 77,6 km à l'est de la frontière de l'Ontario ;
- 54,6 km au nord-est du centre-ville de La Sarre.

## Histoire
Le cours de la rivière traversait les cantons de Launay, de Guyenne et de Berry.

## Toponymie
D'origine amérindienne, le mot Chicobi signifie branche de cèdre. Dans le nord-ouest québécois, ce terme se réfère au lac, à la rivière, au territoire non organisé, à la réserve écologique, à une série de collines, à des rues et à un chemin.
Le toponyme rivière Chicobi a été officialisé le 5 décembre 1968 à la Commission de toponymie du Québec, soit lors de la création de cette commission.